# انتقام برادر
انتقام برادر نام یک فیلم درام ایرانی به کارگردانی ابراهیم مرادی و محصول سال ۱۳۱۰ می‌باشد.

## خلاصه داستان
دو برادر شیفته دختری هستند، برادر بزرگتر که مورد علاقه دختر است، با صحنه‌سازی و نیرنگ رقیب، از دختر محبوبش دور می‌ماند و از شدت اندوه درمی‌گذرد. برادر کوچکتر که ظاهراً همه چیز برایش بر وفق مراد است، ناگهان با روح برادرش مواجه می‌گردد که به قصد انتقام بر او ظاهر گردیده است. یک روز خانواده جسد برادر کوچکتر را می‌یابند، او خودکشی کرده است؟